# Пешинова къща
Пешиновата къща (на македонска литературна норма: Куќа на Пешиновци) е къща в село Вевчани, Република Македония. Сградата е обявена за значимо културно наследство на Република Македония.

## История
Къщата е построена в 1927 година пред старата Плюшкова къща (Пешинова) от XVIII – XIX век, с която оформя архитектурен комплекс.

## Архитектура
Представлява висока къща с приземие и два етажа. Приземието и първия етаж са каменни с дървени кушаци за изравняване в суха зидария. На първия етаж около прозорците има декорация от тухли. Вторият етаж на изток и запад е от камък, а останалите стени са от цяла тухла. Над дървените прозорци има сводеста декорация от тухли. Междуетажната конструкция е с кестенови греди. Покривът също е от кестенови греди и е на много води к керемиди върху дъсчено платно. Дървените покривни конструктивни греди, оформящи стряхата, завършват с декорация. Вътрешните врати и подове, както и междуетажното стълбище са от кестеново дърво.